# Pisum sativum subsp. arvense
El tirabec, estirabec o pèsol caputxí, pèsol mollar, pèsol fi o pèsol de bullir (Pisum sativum var, arvense, P. arvense L.) és una planta herbàcia anual de la família de les lleguminoses (Fabaceae), més o menys enfiladissa, pròpia de la conca mediterrània encara que molt estesa a tot el món. Es conrea per a obtenir unes petites llavors i les beines o bajoques tendres comestibles que els emboliquen, conegudes com a tirabec o estirabec, en tots dos casos molt preats per al consum humà. Es tracta de verdures de temporades molt curtes, a penes algunes setmanes a l'entrada de la primavera.

## Descripció
Va estretament lligada amb el pèsol de jardí, les beines i les llavors del qual immadures s'utilitzen a tot el món com a vegetals verds.
És un llegum anual que puja amb tiges febles i relativament suculents. Les guies sovint tenen d'1,22 a 1,52 m de llarg, però quan es conreen soles, les tiges febles del pèsol de camp eviten que creixi a més de 0,46 a 0,61 m d'altura.
Les fulles tenen dos folíols i un circell. Les flors són blanques, rosades o porpres. Les beines porten llavors que són grans (unes 8820 llavors / quilogram), gairebé esfèriques, i blanques, grises, verdes o marrons.
El sistema d'arrels és relativament poc profund i petit, però bé nodulat.

## Història
El tirabec, també conegut com a pèsol de camp, ha estat un conreu de lleguminoses de gra important durant mil·lennis, les llavors que mostren característiques domèstiques que daten d'almenys 7000 anys s'han trobat en llocs arqueològics al voltant del que ara és Turquia.

## Cuina
A causa de la petita grandària de les llavors, els tirabecs van amb tot, són de textura cruixent i alhora suau amb una sabor una mica dolça i un toc molt lleuger d'amargor, essent recomanable que es consumeixi el més fresc possible, puix que amb el pas dels dies la beina esdevé dura i el tirabec perd el gust.

## Noms populars
Per als noms a les Balears, vegeu Els noms mallorquins de Pisum sativum i Pisum sativum ssp. arvense i l'etimologia d’estrigassó.